# Nicolás Torres
Nicolás Exequiel Torres (né le 9 septembre 1997) est un coureur cycliste argentin. Spécialisé en BMX, il a représenté l'Argentine aux Jeux olympiques de 2020 à Tokyo.

## Palmarès

### Jeux olympiques
- Tokyo 2020
  - Éliminé en demi finale du BMX

### Championnats du monde
- Zolder 2015
  -  Champion du monde de BMX juniors
- Glasgow 2023
  - 8e du BMX

### Coupe du monde
- 2015 : 48e du classement général
- 2016 : 4e  du classement général
- 2017 : 18e du classement général, vainqueur de la manche 1 de Santiago del Estero
- 2018 : 21e du classement général
- 2019 : 87e du classement général
- 2020 : 23e du classement général
- 2021 : 35e du classement général
- 2022 : 29e du classement général
- 2023 : 23e du classement général

### Championnats panaméricains
- Lima 2014
  -  Champion panaméricain de BMX juniors
- Santiago du Chili 2015
  -  Médaillé de bronze du BMX juniors
- Santiago del Estero 2017
  -  Champion panaméricain de BMX
- Medellin 2018
  -  Médaillé de bronze du BMX
- Lima 2021
  -  Médaillé d'argent du BMX
- Santiago del Estero 2022
  -  Médaillé de bronze du BMX

### Jeux sud-américains
- Asuncion 2022
  -  Médaillé d'or du BMX Racing